# Écluse de chasse
Une écluse de chasse est un ouvrage d'art construit le long d'une étendue d'eau souvent située dans une dépression et destiné à en réguler le débit par un batardeau, à en rejeter les excès vers la mer; à marée haute, il sert souvent aussi à contenir l'eau de mer. Une écluse de chasse peut servir à chasser les sables ou les alluvions pouvant se déposer dans un bassin. Une écluse de chasse ne sert pas à la navigation.

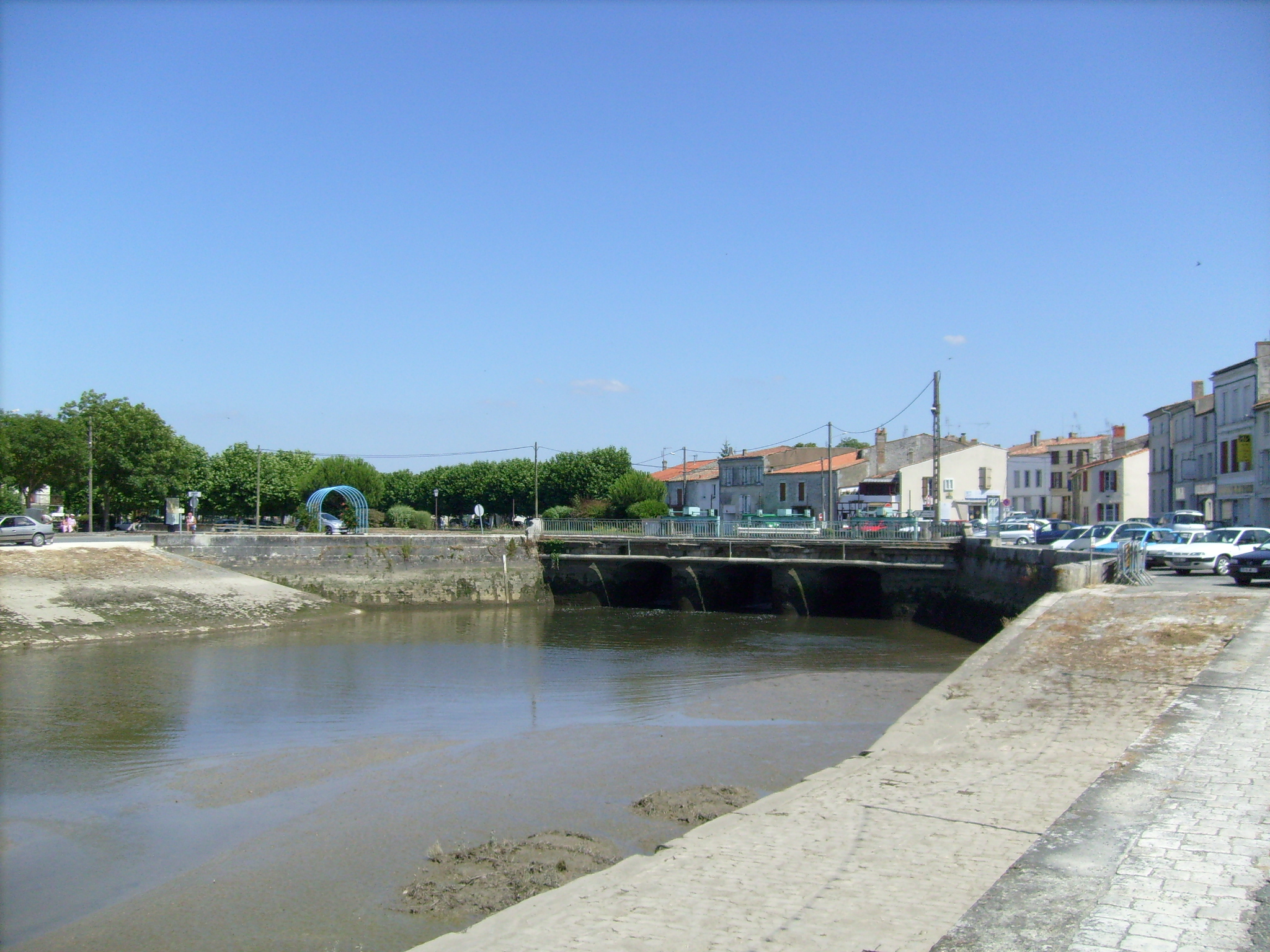
Écluse de chasse de Saujon